# Wiewiórka boliwijska
Wiewiórka boliwijska (Sciurus ignitus) – gatunek gryzonia z rodziny wiewiórkowatych (Sciuridae). Zamieszkuje Amerykę Południową; nie jest zagrożony wyginięciem.

## Systematyka
Gatunek ten opisał w 1867 roku John Edward Gray, nadając mu nazwę Macroxus ignitus. Jako miejsce typowe wskazał Boliwię. Obecnie gatunek zaliczany jest do rodzaju Sciurus (wiewiórka). Wyróżnia się pięć podgatunków.

## Występowanie
Wiewiórka boliwijska zamieszkuje lasy deszczowe oraz tropikalne wilgotne lasy górskie Ameryki Południowej. Można ją spotkać na wysokości od 600 do 2700 m n.p.m. na terenie Argentyny, Brazylii, Peru oraz Boliwii.

## Charakterystyka
Osiąga rozmiary ciała w granicach 14–22 cm oraz ogon długości ciała. Waży od 180 do 220 gramów. Ciało ma pokryte brązowo-szarym futrem.
Zakłada gniazda na drzewach na wysokości około 6–10 m.
Jest wszystkożerna, żywi się owocami, orzechami oraz małymi owadami. W Peru zjada nasiona kakaowca i kukurydzy i jest uznawana za szkodnika.

## Status
Międzynarodowa Unia Ochrony Przyrody (IUCN) uznaje wiewiórkę boliwijską za gatunek najmniejszej troski (LC – Least Concern). Liczebność światowej populacji ani jej trend nie są znane, gatunek ten jest jednak dość pospolity.